# 6Y busz (Nagykanizsa)
A nagykanizsai 6Y jelzésű autóbusz a Városkapu körút és a Kiskanizsa, Rozmaring utca megállóhelyek között közlekedik. A vonalat a Volánbusz üzemelteti.

## Közlekedése
Munkanapokon kb. 2 óránként, míg hétvégén csak 1-2 alkalommal közlekedik.

## Útvonala
| Kiskanizsa, Rozmaring utca felé | Városkapu körút felé |
| --- | --- |
| Városkapu körút – Zemplén Győző utca – Kazanlak körút – Rózsa utca – Hevesi Sándor utca – Teleki utca – Eötvös tér – Fő út – Király utca – Vár utca – Bajcsy-Zsilinszky út – Homokkomáromi utca – Cigány utca – Kismező utca – Homokkomáromi utca – Bajcsy-Zsilinszky út – Rozmaring utca – Kiskanizsa, Rozmaring utca | Kiskanizsa, Rozmaring utca – Rozmaring utca – Szepetneki út – Bajcsy-Zsilinszky út – Homokkomáromi utca – Cigány utca – Kismező utca – Homokkomáromi utca – Bajcsy-Zsilinszky út – Vár utca – Király utca – Fő út – Eötvös tér – Teleki utca – Hevesi Sándor utca – Rózsa utca – Kazanlak körút – Zemplén Győző utca – Városkapu körút |

## Megállóhelyei
Az átszállási kapcsolatok között a 6-os, 6A és 6C buszok nincsenek feltüntetve!
| 0  | Városkapu körút                        | 28 | 4, 14, 14C, 14Y, C3, C9, C33, C91                    | |
| 2  | Rózsa utca                             | 26 | 4, 14, 14C, 14Y, C9, C33, C91                        | Hevesi Óvoda |
| 4  | Hevesi utca, ABC                       | 24 | 20, 20Y, 21, 21E, 21Y, C33                           | Hevesi Óvoda, Hevesi Sándor Általános Iskola                                                                                         |
| 5  | Hevesi - Bartók utcai sarok            | 23 | 20, 20Y, 21, 21E, 21Y, C33                           | |
| 7  | Víztorony (Teleki utca)                | 21 | 10, 10Y, 20, 20Y, 21, 21E, 21Y, C33                  | Kőrösi Csoma Sándor Általános Iskola, INTERSPAR Áruház, Kanizsa Centrum                                                              |
| 8  | Kórház, bejárati út (Teleki utca)      | 20 | 4, 10, 10Y, 14, 14C, 14Y, 20, 20Y, 21, 21E, 21Y, C33 | Kanizsai Dorottya Kórház, Vackor Óvoda, Dr. Mező Ferenc Gimnázium és Szakközépiskola                                                 |
| 10 | Eötvös tér                             | 18 | 4, 10, 10Y, C3                                       | Okmányiroda, Járási Hivatal, Hevesi Sándor Művelődési Központ, Nemzeti Adó- és Vámhivatal, Kálvin téri református templom            |
| 11 | Deák tér                               | 17 | 4, 10, 10Y, C3                                       | Jézus Szíve templom |
| 12 | Dél-Zalai Áruház                       | 16 | 4, 8, 8Y, 10, 10Y, 18, C3                            | Városháza, Helyközi autóbusz-állomás, Dél-Zalai Áruház, Rendőrkapitányság, Járásbíróság, Bolyai János Általános Iskola, Erzsébet tér |
| 13 | Király utca (Korábban: DÉDÁSZ)         | 15 | 4, 4A, 4Y, 16, 16A, 41E, C7                          | Pannon Egyetem - B épület |
| 14 | Gépgyár                                | 14 | 4, 4A, 4Y, 16, 16A, 41E, C7                          | |
| 16 | Kiskanizsa, Bajcsy-Zsilinszky utca 13. | 12 | 4Y, 16, 16A, 41E, C7                                 | |
| 17 | Kiskanizsa, gyógyszertár               | 11 | 4Y, 16, 16A, 41E                                     | |
| 19 | Kiskanizsa, Templom tér                | 9  | 4Y, 16, 16A, 41E                                     | Móricz Zsigmond Művelődési Ház, Sarlós Boldogasszony templom, Kiskanizsai Általános Iskola                                           |
| 21 | Kiskanizsa, homokkomáromi forduló      | 7  |                                                      | |
| 23 | Kiskanizsa, Templom tér                | ∫  | 4Y, 16, 16A, 41E                                     | Móricz Zsigmond Művelődési Ház, Sarlós Boldogasszony templom, Kiskanizsai Általános Iskola                                           |
| 24 | Kiskanizsa, szepetneki elágazás        | 4  |                                                      | |
| ∫  | Kiskanizsa, Szepetneki utca            | 2  |                                                      | |
| 25 | Kiskanizsa, Rozmaring utca             | 0  |                                                      | |